# Белые масла
Белые масла — бесцветные нефлуоресцирующие нефтяные масла, изготавливаемые путём глубокого каталитического гидрирования нефтяных фракций или глубокой очистки масляных дистиллятов дымящей серной кислотой или серным ангидридом и отбеливающей землей.

## Классификация
Белые масла подразделяют на 2 группы:
- технические белые масла (используются для производства косметических кремов, парфюмерных масел, инсектицидов, в текстильной промышленности и др.);
- медицинские белые масла (применяются в синтезе лекарственных препаратов и как смазочное масло в пищевой промышленности).

## Состав и свойства
Белые масла представляют собой чистые нафтено-парафиновые углеводороды без примесей ароматических соединений и смол. Данные масла слабее действуют на резину, а химически и биологически более инертны, чем представители других нефтяных масел, однако стойкость к окислению, как и смазывающие свойства, у белых масел хуже. Кинематическая вязкость технических белых масел при 50 °С равна 28—36 сСт, медицинских — 16—24 сСт.

## Получение
Белые масла получаются путём глубокой очистки нефтяных масел, как правило, серной кислотой. Перед обработкой масел кислотой они могут быть подвергнуты предварительной очистке каким-либо селективным растворителем. Кислый гудрон, образующийся в результате сернокислотной очистки, выводится из смеси для того, чтобы ограничить в ней протекание ОВР. После этого продукт подвергают реакции нейтрализации и промывают этанолом, изопропанолом или ацетоном для удаление из масла сульфокислот. Доочищается и дообесцвечивается масло в процессе перколяции или контактной очисткой, например, фуллеровой землей или бентонитом.